# Nagutskoje
Nagutskoje (ros. Нагутское) – wieś w Rosji, w Kraju Stawropolskim, w rejonie mineralnowodzkim. W 2021 liczyła 2912 mieszkańców.